# Hidrogenarsenat de plom(II)
L'hidrogenarsenat de plom(II) és un compost inorgànic, del grup de les sals, que està constituït per anions hidrogenarsenat {\displaystyle {\ce {HAsO4^{2-}}}} i cations plom (2+) {\displaystyle {\ce {Pb^{2+}}}}, la qual fórmula química és {\displaystyle {\ce {PbHAsO4}}}.

## Propietats
L'hidrogenarsenat de plom(II) es presenta en forma de pols de color blanc inodors. Els seus cristalls cristal·litzen en el sistema monoclínic. La seva densitat és de 5,943 g/cm³ i descompon a 280 °C. És insoluble en aigua (0,0003 g en 100 g d'aigua) i soluble en àcid nítric i dissolucions alcalines. És estable a l'acció de la llum, l'aigua i l'aire. És un composts molt tòxic.

## Aplicacions

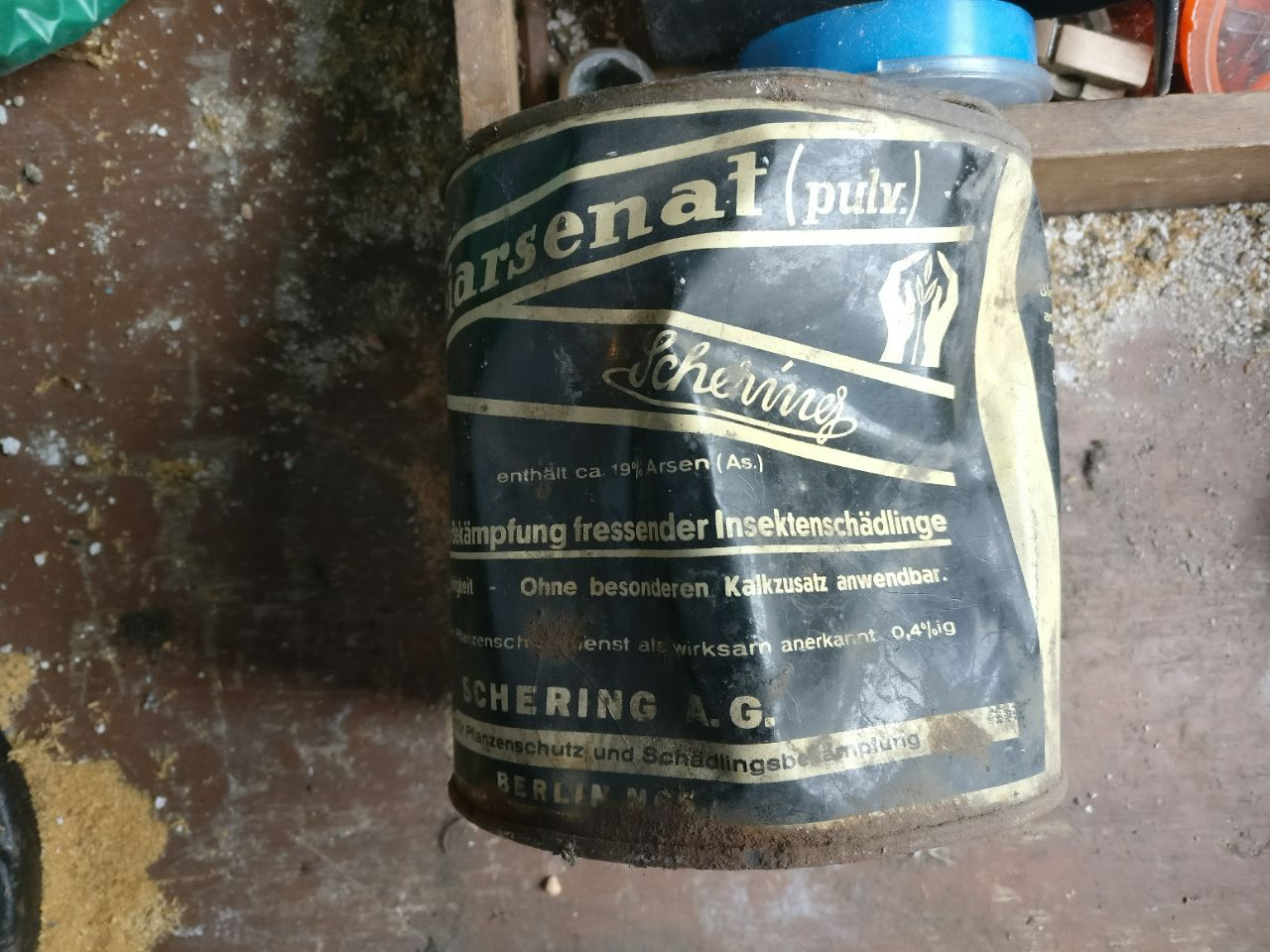
Antic envàs darsenat de plom

Aquest compost és un medicament veterinari per controlar el tenia en ovelles i cabres. També s'ha emprat en agricultura com insecticida i conegut sota el nom d'arsenat de plom.